# Cardioglossa occidentalis
Espèce
Cardioglossa occidentalis est une espèce d'amphibiens de la famille des Arthroleptidae.

## Répartition
Cette espèce se rencontre au Ghana, en Côte d'Ivoire, au Liberia, en Guinée et en Sierra Leone.

## Publication originale
- Blackburn, Kosuch, Schmitz, Burger, Wagner, Gonwouo, Hillers & Rödel, 2008 : A new species of Cardioglossa (Anura: Artholeptidae) from the Upper Guinean forests of West Africa. Copeia, vol. 2008, p. 603-612.